# الاتحاد الجمركي بين الاتحاد الأوروبي-تركيا

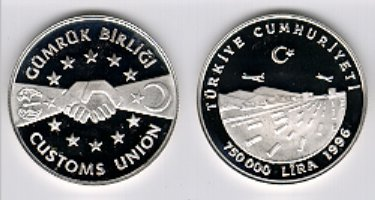
عملة تركية تذكارية للاتحاد الجمركي بين الاتحاد الأوروبي وتركيا

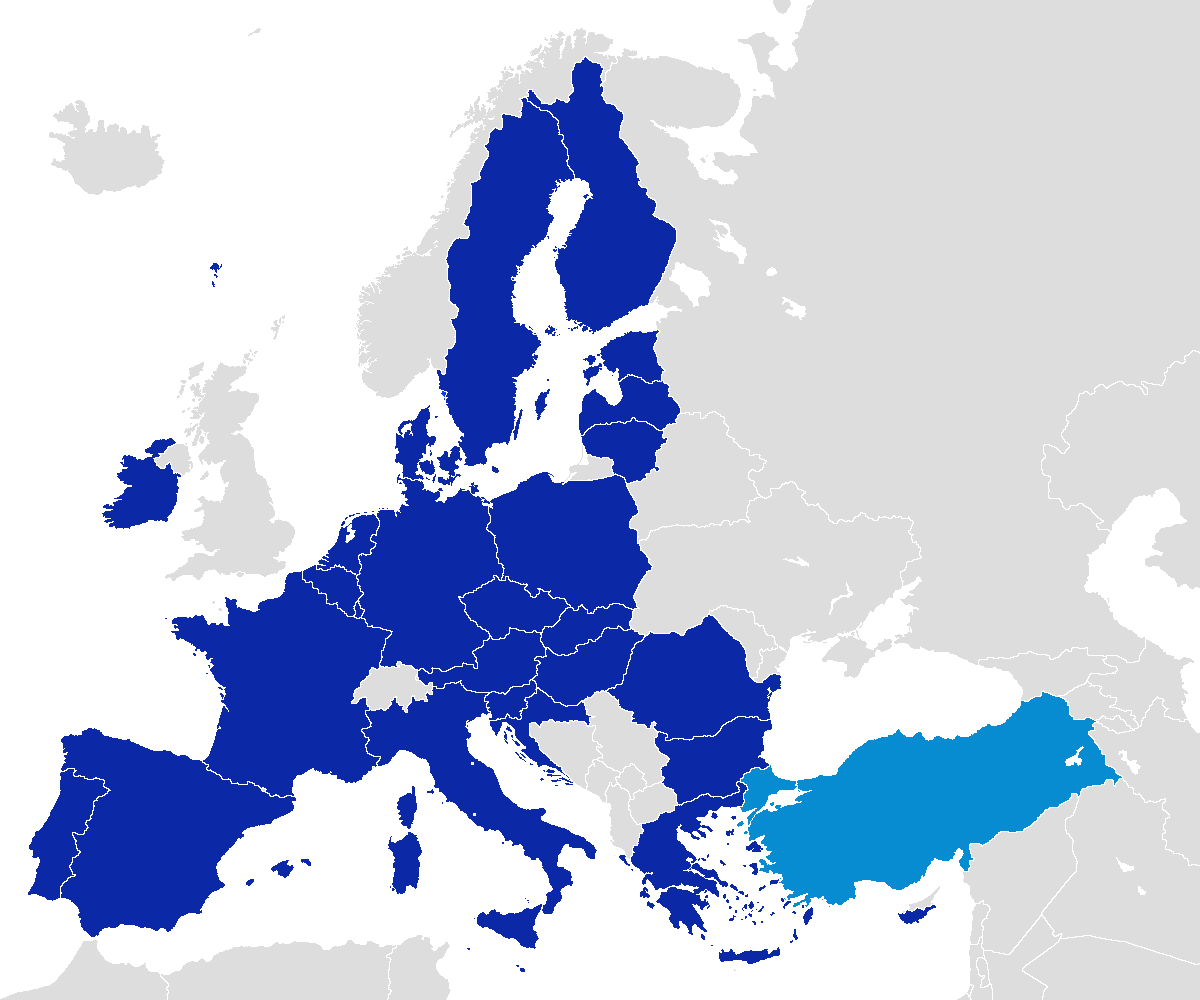
البلد المرشح تركيا والاتحاد الأوروبي

في 31 كانون الأول / ديسمبر 1995، صدر قرار في 6 آذار / مارس 1995 عن مجلس الشراكة بين الاتحاد الأوروبي وتركيا، المنشأ بموجب اتفاق أنقرة، لتنفيذ اتحاد جمركي (بالتركية: Gümrük Birliği)‏ بين تركيا والاتحاد الأوروبي، دخل حيز التنفيذ.  يجوز للبضائع السفر بين الكيانين دون أي قيود جمركية. لا يغطي الاتحاد الجمركي المجالات الاقتصادية الأساسية مثل الزراعة (التي تنطبق عليها الامتيازات التجارية الثنائية) أو الخدمات أو المشتريات العامة.
في عام 1996، تم إنشاء منطقة تجارة حرة بين تركيا والاتحاد الأوروبي للمنتجات التي يغطيها الاتحاد الأوروبي للفحم والصلب. يغطي القرار 1/98 الصادر عن مجلس الشراكة التجارة في المنتجات الزراعية.
بالإضافة إلى توفير تعريفة خارجية مشتركة للمنتجات المشمولة، يتوقع الاتحاد الجمركي أن تركيا ستتمسك بمقتضيات المكتسبات في العديد من مجالات السوق الداخلية الأساسية، لا سيما فيما يتعلق بالمعايير الصناعية.

## نتائج تركيا
زاد الاتحاد الجمركي الواردات والصادرات في تركيا،  وكذلك نصيب الفرد من الناتج المحلي الإجمالي .  من المسلم به أن عضوية تركيا في الاتحاد الجمركي لعبت دورًا مهمًا في انتقال اقتصادها من الزراعة إلى الصناعة. 
نظرًا لأن تركيا في اتحاد جمركي مع الاتحاد الأوروبي، يتعين عليها تعديل تعريفاتها الجمركية وواجباتها لتتناسب مع تلك الخاصة بالاتحاد الأوروبي. ومع ذلك، فإن اتفاقيات التجارة الحرة (اتفاقيات التجارة الحرة) التي وقعها الاتحاد الأوروبي لا تمتد إلى تركيا، لذلك شركاء اتفاقية التجارة الحرة للاتحاد الأوروبي يمكنها التصدير إلى تركيا من دون رسوم جمركية، مع الحفاظ على الرسوم الجمركية على السلع التركية، إلا أنه أيضا إبرام اتفاق تجارة حرة منفصل مع تركيا. أثناء التفاوض حول شراكة التجارة والاستثمار عبر الأطلسي (TTIP)، أثارت تركيا احتمال ترك الاتحاد الجمركي بسبب الانكماش الاقتصادي الذي ستعاني منه حيث ستدخل البضائع الأمريكية إلى تركيا بدون رسوم جمركية وستستمر البضائع التركية في مواجهة التعريفات الأمريكية. يجري الاتحاد الأوروبي وتركيا مفاوضات لتعديل اتفاقية الاتحاد الجمركي لإضافة تركيا إلى اتفاقيات التجارة الحرة الحالية والمستقبلية للاتحاد الأوروبي.   

## ترشيح الدول الأعضاء في الاتحاد الأوروبي
لقد كانت تركيا عضوًا مشاركًا في الجماعة الأوروبية (EC) منذ عام 1964، بعد توقيع اتفاقية أنقرة في عام 1963 مع السوق الأوروبية المشتركة. تقدمت تركيا بطلب العضوية الكاملة في 14 أبريل 1987.
تم تأجيل قرار النظر في طلب تركيا حتى عام 1993، لأن الجماعة الأوروبية كانت في طريقها لتصبح الاتحاد الأوروبي الأكثر تشددًا (سياسيًا واقتصاديًا). أدى سقوط الاتحاد السوفيتي وإعادة توحيد ألمانيا إلى تأجيل اتخاذ القرار بشأن العضوية التركية أكثر. خلال تلك السنوات، أصبحت الجماعة الأوروبية مترددة في النظر في طلب تركيا.
في قمة هلسنكي في ديسمبر 1999، مُنحت تركيا مكانة الدولة المرشحة. في نهاية عام 2004، أصدرت المفوضية الأوروبية تقريرًا يتضمن توصيات إيجابية إلى المجلس الأوروبي، يشير إلى درجة امتثال تركيا لمعايير كوبنهاجن السياسية. على هذا الأساس، قرر المجلس الأوروبي بدء مفاوضات الانضمام مع تركيا في 3 أكتوبر 2005. منذ ذلك الحين، لم يتم إحراز تقدم كبير نحو العضوية ولا يوجد دليل على الإرادة السياسية للقيام بذلك.

## منطقة التجارة الحرة الأورو-متوسطية
أخيرًا، تعد تركيا أيضًا عضوًا في الشراكة الأورو-متوسطية، وبالتالي فهي مهتمة بإبرام اتفاقيات تجارة حرة مع جميع الشركاء المتوسطيين الآخرين، بهدف إنشاء منطقة تجارة حرة أورو-متوسطية بحلول عام 2010.

## روابط خارجية
- ألم يكتظ حاجز الحدود في تركيا بألم قادم لبريكس بريطانيا ذا فاينانشال تايمز، 16 فبراير 2017